# Germain Habert
Germain Habert de Cérizy (Parigi, 1610 circa o 1615 – maggio 1654) è stato un religioso e poeta francese. Abate di Saint-Vigor, fu membro dell'Académie française, nella quale occupò per primo il seggio numero 12.
Cugino di Henri Louis Habert de Montmor e fratello di Philippe Habert, fu come quest'ultimo amico di Valentin Conrart, elemosiniere del re e abate commendatario di Cerisy. Fu uno dei componenti del gruppo letterario degli Illustres Bergers e, alla fondazione dell'Académie française, nel 1634, fu scelto come primo occupante del seggio numero 12. Fu delegato alla presentazione al Guardasigilli delle Lettere patenti, che contribuì anche a scrivere.

## L'opera
Habert fu autore di numerose poesie, una delle quali, Métamorphose des yeux de Philis en astres (1639), fu considerata dai suoi coevi un capolavoro. Ne Il secolo di Luigi XIV, quasi cento anni dopo la morte di Habert, Voltaire ne scrisse così:
(Voltaire, Catalogo della maggior parte degli scrittori francesi apparsi durante il secolo di Luigi XIV, per l'uso della storia letteraria di quei tempi, ne Il secolo di Luigi XIV)
Scrisse inoltre una Vita del cardinal Bérulle (1654) e alcune parafrasi dei Salmi.

## L'attività all'Académie
Fu chiamato all'Académie dal cardinale Richelieu per "immettere una manciata di fiori" nei gusto dell'istituzione, che in diverse occasioni, nei primi tempi, si riunì a casa sua. Prese parte alla polemica su Le Cid con un ruolo rilevante: fu infatti uno degli accademici chiamati ad analizzare il testo di Pierre Corneille prima che Jean Chapelain e Conrart redigessero Sentimenti dell'Accademia sulla tragicommedia del Cid, il pamphlet con il quale l'opera fu bocciata dall'istituzione. All'Académie tenne il "diciannovesimo discorso", Contre la pluralité des Langues, e l'orazione funebre di Richelieu .